# أليكس سميث (لاعب كرة قدم مواليد 1976)
أليكس سميث (بالإنجليزية: Alex Smith)‏ هو لاعب كرة قدم بريطاني في مركز الدفاع، ولد في 15 فبراير 1976 في ليفربول في المملكة المتحدة. لعب مع بورت فايل وسويندون تاون وشروزبري تاون ونادي إيفرتون ونادي تشستر سيتي ونادي ريدنغ ونادي ريكسهام ونادي ساوثبورت وهدرسفيلد تاون.

## وصلات خارجية
- أليكس سميث على موقع قاعدة بيانات كرة القدم.إي يو (الإنجليزية)
- أليكس سميث على موقع Soccerbase.com (لاعب) (الإنجليزية)